# Pölle 14 (Quedlinburg)

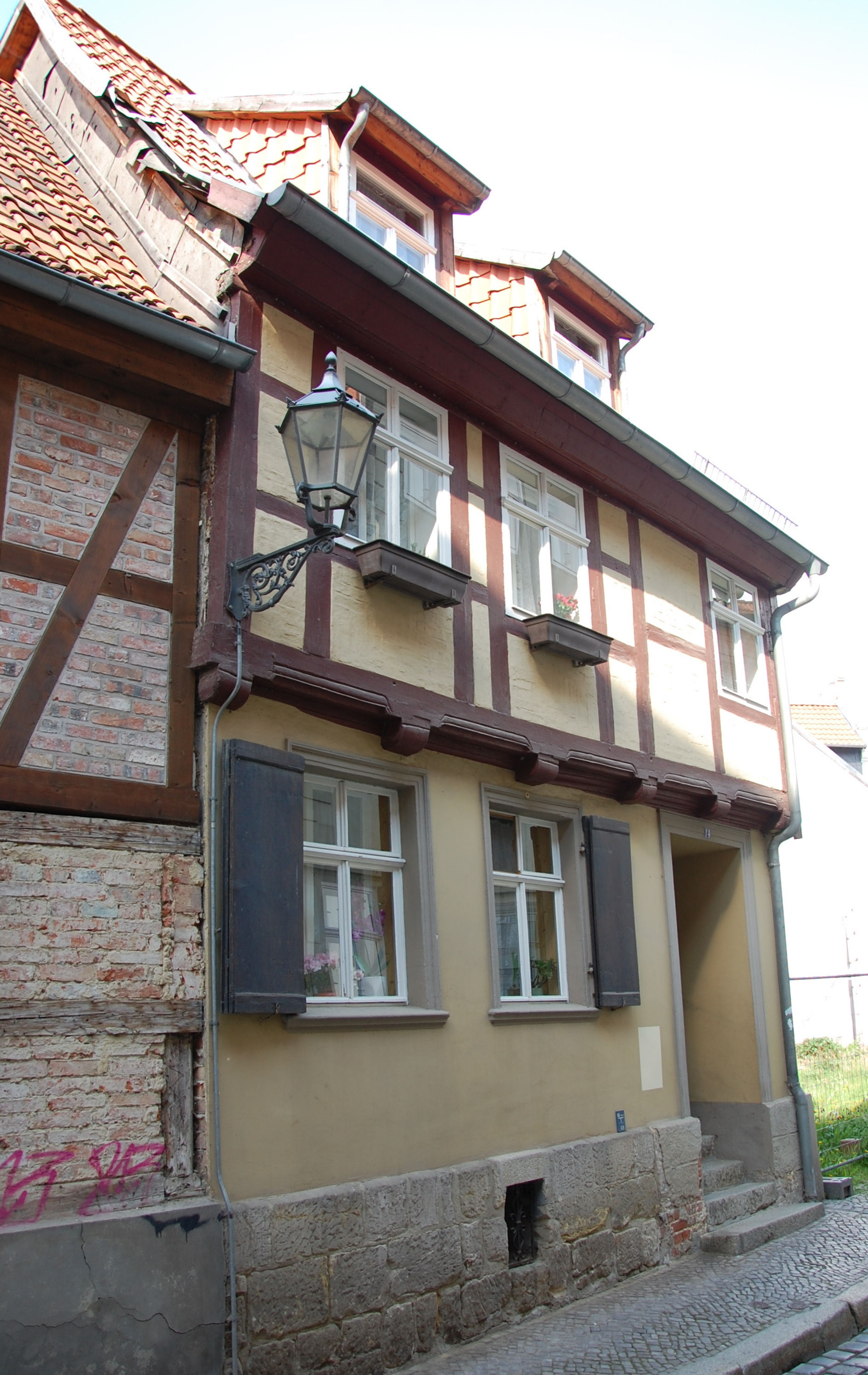
Haus Pölle 14

Das Haus Pölle 14 ist ein denkmalgeschütztes Gebäude in der Stadt Quedlinburg in Sachsen-Anhalt.

## Lage
Es befindet sich südöstlich des Marktplatzes der Stadt auf der Nordseite der Straße Pölle. Das Gebäude gehört zum UNESCO-Weltkulturerbe und ist im Quedlinburger Denkmalverzeichnis als Wohnhaus eingetragen. Westlich grenzt das gleichfalls denkmalgeschützte Haus Pölle 13 an.

## Architektur und Geschichte
Das zweigeschossige Fachwerkhaus entstand in der Zeit um 1700. Am Obergeschoss sind die Gefache mit Zierausmauerungen versehen. Etwa um 1850 wurde das Erdgeschoss des Gebäudes in massiver Bauweise erneuert.